# Julian Sokhotski
Julian-Karl Vasilievich Sokhotski (en russe Юлиан Васильевич Сохоцкий), né le 2 février 1842 à Varsovie (Royaume de Pologne), mort le 14 décembre 1927 à Leningrad (URSS) est un mathématicien connu pour ses travaux en analyse complexe.

## Biographie
Sokhotski commence ses études de physique et de mathématiques à l'Université d'État de Saint-Pétersbourg en 1860. Il devra rapidement quitter l'établissement jusqu'en 1865 à cause de son implication dans un mouvement nationaliste polonais. Il devient assistant professeur dans cette université où il passe sa thèse en 1873, dans laquelle il démontre le théorème de Sokhotski–Plemelj. Il enseigne dans le même temps à l'institut des ingénieurs civils. Il devient professeur de l'université en 1883,.
Ses travaux en théorie des fonctions analytiques lui valent d'associer parfois son nom au théorème de Weierstrass-Casorati.
Il est nommé président de la Société mathématique de Saint-Pétersbourg en 1892.
En 1894 il devient membre correspondant de l'Académie polonaise des arts et sciences.